# Політоп

Деякі види двовимірних політопів: відкритий (межу не включено), тільки межа (внутрішність не включено), замкнений (містить і межу, і внутрішність) та з самоперетинами (різні ділянки мають різне заповнення).

В елементарній геометрії, політоп (англ. polytope) — це геометричний об'єкт з «плоскими» сторонами. Поняття політопа узагальнюється на довільне число розмірностей, відповідно числу розмірностей кажуть про n-політоп. Наприклад, двовимірний многокутник є 2-політопом, а тривимірний многогранник є 3-політопом. Під пласкими сторонами (k+1)-політопа розуміють сторони на одиницю меншої розмірності — k-політопи.
Деякі теорії узагальнюють ідею політопа та розглядають такі об'єкти як необмежені апейротоп і мозаїку, розбиття або замощення викривлених многовидів, включаючи, наприклад, сферичні многогранники, і теоретико-множинні абстрактні політопи.

## Підходи до визначення
Нині термін політоп охоплює широкий клас об'єктів і має різні визначення в математичній літературі. Багато з цих визначень не еквівалентні, що призводить до різних наборів об'єктів, які називають політопами. Вони реалізують різні підходи до узагальнення опуклих політопів, щоб включити інші об'єкти з аналогічними властивостями.
Оригінальний підхід за Людвігом Шлефлі, Торольдом Госсе та іншими починається з розширення за аналогією на чотири або більше вимірів ідеї многокутника і многогранника відповідно в двох і трьох вимірах.
Спроби узагальнити ейлерову характеристику многогранників до многовимірних політопів привели до розробки топології і трактування розкладу або CW-комплексу як аналога політопа. За такого підходу політоп можна розглядати як теселяцію або розклад деякого заданого многовиду. Прикладом такого підходу є визначення політопа як множини точок, яка допускає симпліційне розкладання. У цьому визначенні політоп є об'єднанням скінченного числа симплексів, з додатковою властивістю, що для будь-яких двох симплексів, які мають непорожній перетин, їхній перетин є вершиною, ребром або гранню вищої міри, ніж два. Однак це визначення не дозволяє існування зіркових політопів зі внутрішніми структурами, і тому є обмеженим певними галузями математики.
Відкриття зірчастих многогранників та інших незвичайних конструкцій призвело до ідеї многогранника як обмежувальної поверхні, нехтуючи її внутрішню частину. У цьому світлі опуклі політопи в р-просторі еквівалентні замощенню (р-1)-сфери, тоді як інші можуть бути замощеннями інших еліптичних, плоских або тороїдальних (р-1)-поверхонь. Многогранник розуміють як поверхню, чиї грані є многокутниками, а 4-політоп — як гіперповерхню, чиї фасети (грані) є многогранниками, і так далі.
Ідею побудови вищих політопів від політопів меншої розмірності також іноді поширюють вниз за розмірністю, розглядаючи ребро як 1-політоп, обмежений парою точок, а точку або вершину — як 0-політоп. Такий підхід використовується, наприклад, у теорії абстрактних політопів.
У деяких галузях математики, терміни «політоп» і «многогранник» використовують у іншому сенсі: многогранник є загальним об'єктом у будь-якому числі вимірів, а політоп означає обмежений многогранник. Ця термінологія, як правило, обмежується опуклими політопами та многогранниками. За цією термінологією, опуклий многогранник є перетином скінченного числа півпросторів і визначається його сторонами, тоді як опуклий політоп є опуклою оболонкою скінченного числа точок і визначається його вершинами.

## Елементи
Політоп містить елементи різної розмірності, такі як вершини, ребра, грані, клітини і т. д. Термінологія для них не повною мірою відповідає одна одній за різними авторами. Наприклад, деякі автори використовують грань для позначення (n—1)-вимірного елемента, тоді як інші використовують грань для позначення конкретно 2-вимірної грані. Автори можуть використовувати J-грань для того, щоб указати на елемент із J вимірами. Деякі з них використовують термін ребро для позначення гребеня, тоді як Коксетер називає коміркою (n—1)-вимірний елемент.
Терміни, прийняті в цій статті, наведено в таблиці:
| Розмірність елемента | Термін (n-політоп)                                  |
| -------------------- | --------------------------------------------------- |
| -1                   | Нульовий політоп (необхідний в абстрактній теорії)  |
| 0                    | вершина                                             |
| 1                    | ребро                                               |
| 2                    | грань                                               |
| 3                    | комірка                                             |
| ….                   | ….                                                  |
| J                    | J -гранний — елемент рангу J = -1, 0, 1, 2, 3, …, N |
| …                    | …                                                   |
| n — 2                | гребінь або підгрань — (n—2)-грань                  |
| n — 1                | фасета — (n—1)-грань                                |
| n                    | сам n-політоп                                       |

n-Вимірний політоп обмежений певним числом (n—1)-вимірних фасет. Ці фасети є самі політопами, чиї фасети є (n—2)-вимірними гребенями початкового політопа. Кожен гребінь виникає як перетин двох фасет (але перетин двох фасет не обов'язково має бути гребенем). Гребені це політопи, чиї фасети приводять до (n—3)-вимірних меж початкового політопа, і т. д. Ці обмежувальні субполітопи можна назвати гранями або, точніше, J-вимірними гранями. 0-вимірна грань, яку називають вершиною, складається з однієї точки. 1-вимірну грань, називана ребром, є відрізком. 2-вимірна грань є многокутником, а 3-вимірна грань, яку іноді називають коміркою, є многогранником.

## Властивості
- Кожен політоп допускає тріангуляцію, тобто, може бути поданий як об'єднання скінченної множини симплексів {\displaystyle {\mathcal {S}}} таких що

- для будь-якого зі симплексів із {\displaystyle {\mathcal {S}},} в {\displaystyle {\mathcal {S}}} входять усі його грані;
- будь-які два симплекси або взагалі не мають спільної точки, або перетинаються тільки по цілій грані певної розмірності.

- Перетин і об'єднання скінченного числа політопів є політопом.

## Варіації та узагальнення
Топологічний політоп — топологічний простір, гомеоморфний деякому політопу.

## Застосування
При вивченні оптимізації, лінійне програмування вивчає максимуми і мінімуми лінійних функцій звужених до меж n-вимірного політопа.
У лінійному програмуванні політопи виникають при використанні узагальнених барицентричних координат.
У твісторній теорії, галузі теоретичної фізики, політоп, який називається амплітуедр, використовують для розрахунку амплітуди розсіювання субатомних частинок при їх зіткненні. Конструкція носить чисто теоретичний характер, без відомого фізичного прояву, введена для того, щоб значно спростити деякі розрахунки.